# Condado de Pocahontas (Iowa)
El condado de Pocahontas (en inglés: Pocahontas County, Iowa), fundado en 1851, es uno de los 99 condados del estado estadounidense de Iowa. En el año 2000 tenía una población de 8662 habitantes con una densidad poblacional de 6 personas por km². La sede del condado es Pocahontas.

## Geografía
Según la Oficina del Censo, el condado tiene un área total de 1500 km² (579,2 mi²), de la cual 1496 km² (577,6 mi²) es tierra y 4 km² (1,5 mi²) es agua.

### Condados adyacentes
- Condado de Palo Alto norte
- Condado de Humboldt este
- Condado de Webster sureste
- Condado de Calhoun sur
- Condado de Buena Vista oeste

## Demografía
En el 2000 la renta per cápita promedia del condado era de $33 362, y el ingreso promedio para una familia era de $40 648. El ingreso per cápita para el condado era de $17 006. En 2000 los hombres tenían un ingreso per cápita de $27 229 contra $20, 15 para las mujeres. Alrededor del 9.10% de la población estaba bajo el umbral de pobreza nacional.
| 1900   | 1910   | 1920   | 1930   | 1940   | 1950   | 1960   | 1970   | 1980   | 1990 | 2000 |
| ------ | ------ | ------ | ------ | ------ | ------ | ------ | ------ | ------ | ---- | ---- |
| 15 339 | 14 808 | 15 602 | 15 687 | 16 266 | 15 496 | 14 234 | 12 729 | 11 369 | 9525 | 8662 |

## Lugares

### Ciudades y pueblos
- Fonda
- Gilmore City
- Havelock
- Laurens
- Palmer
- Plover
- Pocahontas
- Rolfe
- Varina

### Principales carreteras
- Carretera de Iowa 3
- Carretera de Iowa 4
- Carretera de Iowa 7
- Carretera de Iowa 10
- Carretera de Iowa 15